# The Fountain
Pour les articles homonymes, voir Fountain.
Pour plus de détails, voir Fiche technique et Distribution.
The Fountain ou La Fontaine au Québec est un drame sentimental américain réalisé par Darren Aronofsky et sorti en  2006. Il met en scène Hugh Jackman et Rachel Weisz.

## Synopsis
The Fountain est une odyssée sur le combat millénaire d'un homme pour sauver la femme qu'il aime, mais aussi son voyage initiatique dans l'acceptation de la mort.
Il s'agit aussi d'un combat intérieur afin d'atteindre un état pur, de liberté, de plénitude et d'amour.
Le film relate trois récits entrelacés qui se déroulent dans le cadre de l'Espagne des conquistadores, le présent et une dimension spirituelle que vit le personnage principal lorsqu'il est en transe méditative.
Ces trois récits entrelacés peuvent être perçus comme un seul récit qui comporte trois réalités. Il s'agirait alors du récit d'un homme à travers le temps et à travers son évolution intérieure et spirituelle.

## Plan
Le scientifique

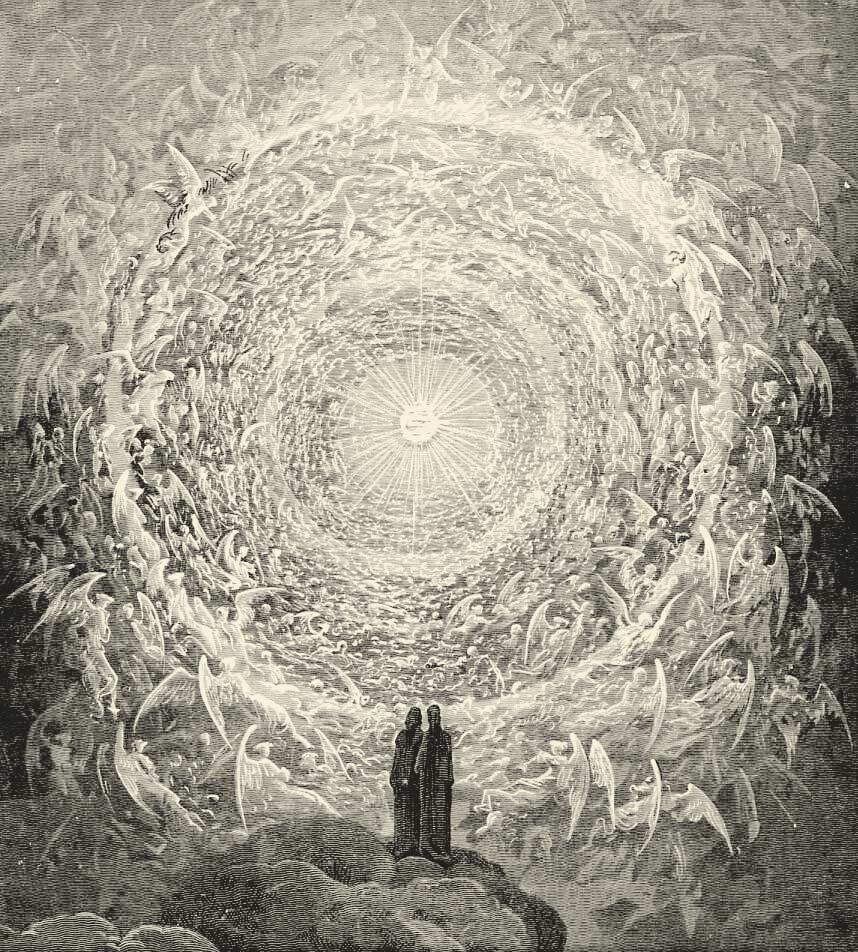
Intitulée Dante et Béatrice au Paradis, cette gravure de Gustave Doré présente des formes semblables à la représentation circulaire et « nuageuse » du centre de Xibalba dans The Fountain.

Le chercheur en cancérologie Tommy Creo (Hugh Jackman) tente de trouver le moyen de guérir le cancer du cerveau grâce à des expérimentations sur des singes rhésus. Son travail est motivé par la maladie de sa femme, Izzi (Rachel Weisz), elle-même atteinte du cancer. Après l'échec des tests effectués sur un singe nommé Donovan, Tommy trouve l'inspiration et prend le risque d'utiliser un composé non testé provenant d'un arbre du Guatemala. Tout d'abord, le traitement ne stoppe pas l'évolution de la tumeur mais entraîne toutefois le rajeunissement du singe, soigne ses blessures et améliore ses capacités cognitives.
De retour chez lui, Izzi montre à Tommy une nébuleuse dorée, la lui décrivant comme Xibalba, l'au-delà des Mayas. Elle lui montre aussi le livre qu'elle est en train d'écrire, se déroulant au temps des conquistadores et intitulé « The Fountain ». Quand elle s'assoupit, Tommy lit le livre et s'assoupit à son tour. Quand il se réveille, il s'aperçoit qu'Izzi s'est rendue au musée. Il la retrouve là-bas et elle lui explique l'histoire de la création d'après les Mayas. Elle s'évanouit soudain et est amenée à l'hôpital. Elle raconte à Tommy, qui est à son chevet, qu'elle ne craint plus la mort. Toutefois Tommy ne peut l'accepter et retourne à son laboratoire, travaillant plus dur encore pour trouver un remède.
Pendant une visite, Izzi fait un arrêt cardiaque et Tommy est forcé de quitter la chambre. Lillian Guzetti (Ellen Burstyn), l'associée de Tommy, le trouve dans le hall et lui apprend que la tumeur de Donovan régresse. Tommy court alors dans la chambre d'Izzi pour retrouver sa femme décédée. Il s'acharne à lui faire un massage cardiaque désespéré, et vit très mal ce départ qu'il considère comme un échec. Aux funérailles d'Izzi, Tommy dit à Lillian : « La mort est une maladie, comme n'importe quelle autre. Et il y a un remède. Et je le trouverai. »
Le conquistador

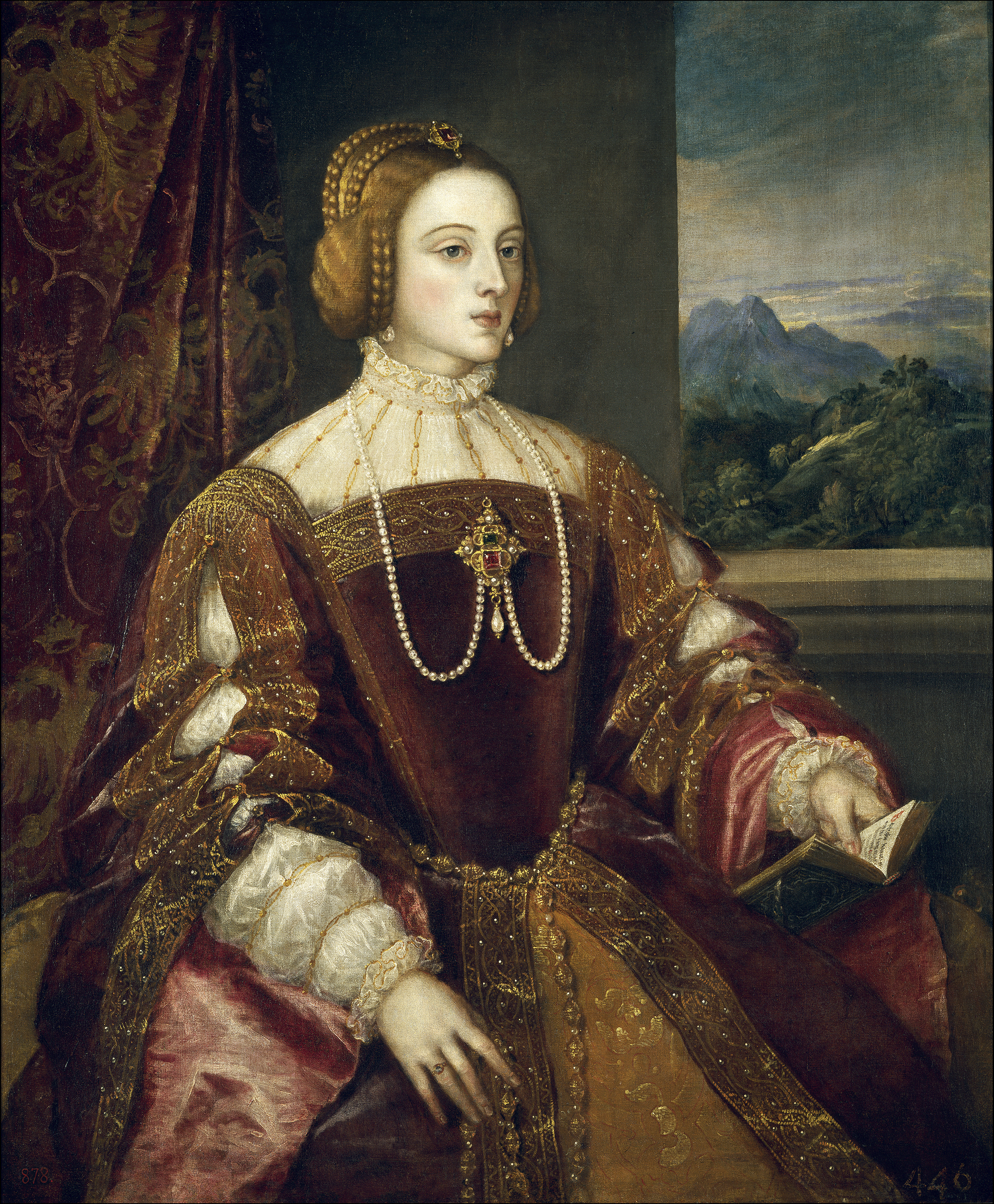
Isabelle de Portugal selon le peintre Titien.

Au XVIe siècle, le Grand Inquisiteur Silecio (Stephen McHattie) diabolise la reine d'Espagne, Isabelle (Rachel Weisz). Il annexe lentement des territoires dans le but de lui ravir le contrôle de l'Espagne et exécute ses partisans. Tomas (Hugh Jackman), un conquistador au service de la Reine, tente d'assassiner l'inquisiteur mais se fait arrêter par un subordonné, le Capitaine Ariel (Cliff Curtis), qui porte un message urgent de la Reine. De retour auprès d'Isabelle, Tomas se voit donner la mission de retrouver l'« Arbre de Vie » tel qu'il est décrit dans la Bible. La localisation de l'arbre est indiquée sur une carte cachée sur une dague Maya volée par le Père Avila (Mark Margolis), appartenant à l'ordre des Franciscain fidèles à la reine.
Tomas voyage vers le nouveau monde avec le père Avila et ses compagnons conquistadores pour découvrir l'arbre. Comme la recherche n'aboutit pas, et que les morts se multiplient, les survivants se mutinent. Tomas restaure l'ordre en tuant le capitaine Ariel et d'autres mutins, et Avila leur révèle qu'ils sont arrivés à destination avant de pousser son dernier soupir. Tandis que Tomas approche de la pyramide en haut de laquelle l'arbre pousse, les guerriers mayas tendent un piège aux conquistadores. Les deux derniers compagnons de Tomas sont tués pendant qu'ils tentent de fuir. Il se retrouve désarmé et forcé par les guerriers à monter les marches de la pyramide à la suite du prêtre maya. Lorsqu'il arrive en haut, Tomas est aveuglé et blessé à l'abdomen par le prêtre.
L'homme en transe

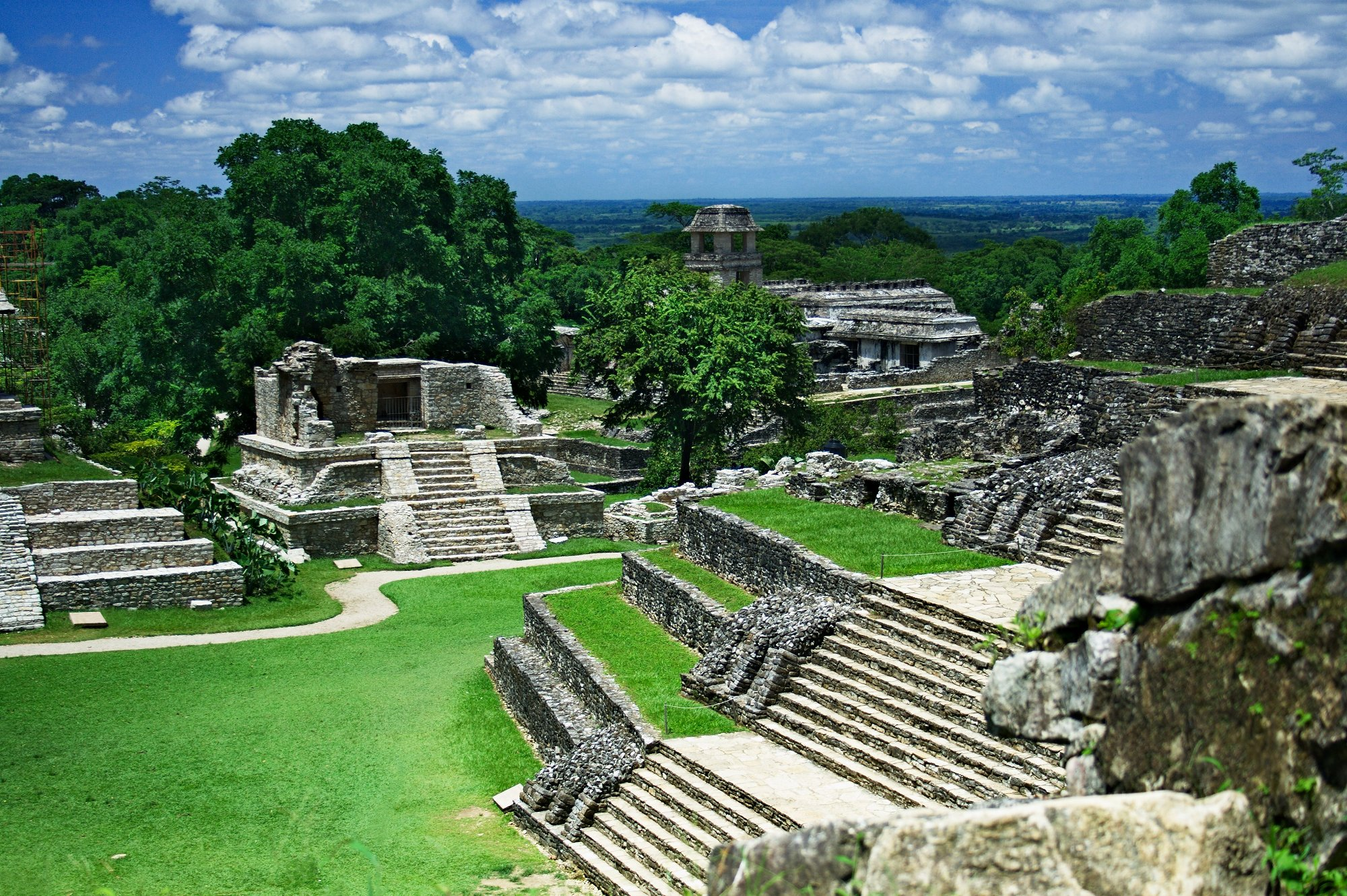
Site de Palenque au Mexique, visité par Darren Aronofsky durant la création du film.

Tom (Hugh Jackman), dans son état de méditation, est au cœur d'une nébuleuse, dans une bulle transparente en suspension qui ne contient que lui et un immense arbre à l'agonie qui semble être l'arbre de vie. Tom médite en padmasana et pratique le tai-chi-chuan, se tatoue sur les bras des anneaux qui marquent le passage du temps, mais même alors il est hanté par les visions d'Izzi. Il parle à l'arbre, et lui assure qu'il revivra à leur arrivée à l'étoile. Malgré cela l'arbre semble mourir et se replier sur lui-même, parallèlement à la mort d'Izzi dans le monde réel. Izzi apparait dans une vision et encourage son mari à finir d'écrire son livre, « The Fountain », en lui répétant qu'il en connait la fin. Tom fait alors face à sa peur de la mort, accepte celle de sa femme mais aussi la sienne.
Résolution
Au lieu de tuer Tomas, le prêtre reconnaît en lui le Père Originel, la divinité qui se sacrifia pour créer le monde. Le prêtre se présente alors lui-même en sacrifice et Tomas lui tranche la gorge. Le conquistador trouve ensuite l'Arbre de Vie et en extrait la sève pour l'appliquer sur sa blessure. Voyant la blessure soignée, il boit avidement la sève. Des bouquets de fleurs sortent alors de son corps, le recouvrant sous l'arbre. Le Tom de la méditation comprend alors qu'il a échoué. Il grimpe à l'arbre mourant et sort de la sphère, puis « vole » dans une posture de méditation vers le cœur de la nébuleuse. Il atteint l'illumination et l'arbre se couvre de feuilles et fleurit. Le Tommy du présent est enfin montré plantant une bogue de l'arbre de la sphère sur la tombe d'Izzi.

## Fiche technique
- Titre original et français : The Fountain
- Titre québécois : La Fontaine
- Réalisation : Darren Aronofsky
- Scénario : Darren Aronofsky d'après une histoire de Darren Aronofsky et Ari Handel
- Production : Ari Handel (producteur associé), Arnon Milchan, Iain Smith, Eric Watson et Nick Wechsler (producteur exécutif)
- Société de production : Regency Enterprises, Warner Bros. et Epsilon Motion Pictures
- Distribution : Warner Bros. (États-Unis), TFM Distribution (France)
- Musique : Clint Mansell
- Direction artistique : Isabelle Guay
- Décors : James Chinlund (en)
- Costumes : Renée April
- Photographie : Matthew Libatique
- Son : Stephen Barden, Brian Emrich et Craig Henighan
- Montage : Jay Rabinowitz (en)
- Assistant-réalisateur : Mark Heyman
- Budget : 35 000 000 $[1]
- Pays d'origine :  États-Unis
- Langue : anglais
- Format : couleurs – 1,85:1 – son Dolby Digital, DTS
- Genre : science-fiction et drame
- Durée : 96 minutes
- Dates de sortie :
  - Italie : 4 septembre 2006 à la Mostra de Venise (première projection mondiale)
  - France : 7 septembre 2006 au festival du film américain de Deauville, 27 décembre 2006 (sortie nationale)[2]
  - États-Unis : 22 novembre 2006
  - France : 27 décembre 2006
  - Belgique : 7 mars 2007

## Distribution
- Hugh Jackman (VF : Thibault de Montalembert ; VQ : Daniel Picard) : Tomas, Tommy et Tom Creo
- Rachel Weisz (VF : Lisa Martino ; VQ : Linda Roy) : Isabelle et Izzi Creo
- Ellen Burstyn (VF : Sylvie Genty ; VQ : Diane Arcand) : Dre Lillian Guzetti
- Mark Margolis (VF : Gilbert Beugniot ; VQ : Aubert Pallascio) : le père Avila
- Stephen McHattie (VF : Féodor Atkine ; VQ : Mario Desmarais) : le grand inquisiteur Silecio
- Fernando Hernandez : le seigneur de Xibalba
- Cliff Curtis : le capitaine Ariel
- Sean Patrick Thomas (VF : Patrick Bonnel) : Antonio
- Donna Murphy (VQ : Claudine Chatel) : Betty
- Ethan Suplee  (VF : Jonathan Cohen) : Manny
- Richard McMillan : Henry
- Lorne Brass : Dr Alan Lipper
- Abraham Aronofsky : le technicien de laboratoire
- Renee Asofsky : le technicien de laboratoire
- Anish Majumdar : Dr Spencer
- Janique Kearns : la jeune infirmière
- Boyd Banks : le moine dominicain
- Alexander Bisping : le soldat Del Toro
- Kevin Kelsall : le soldat Rivera
- Patrick Vandal : le soldat Galleano
- Marcello Bezina : le soldat Borjes

## Musique
Albums de Clint Mansell & Kronos Quartet
Requiem for a Dream

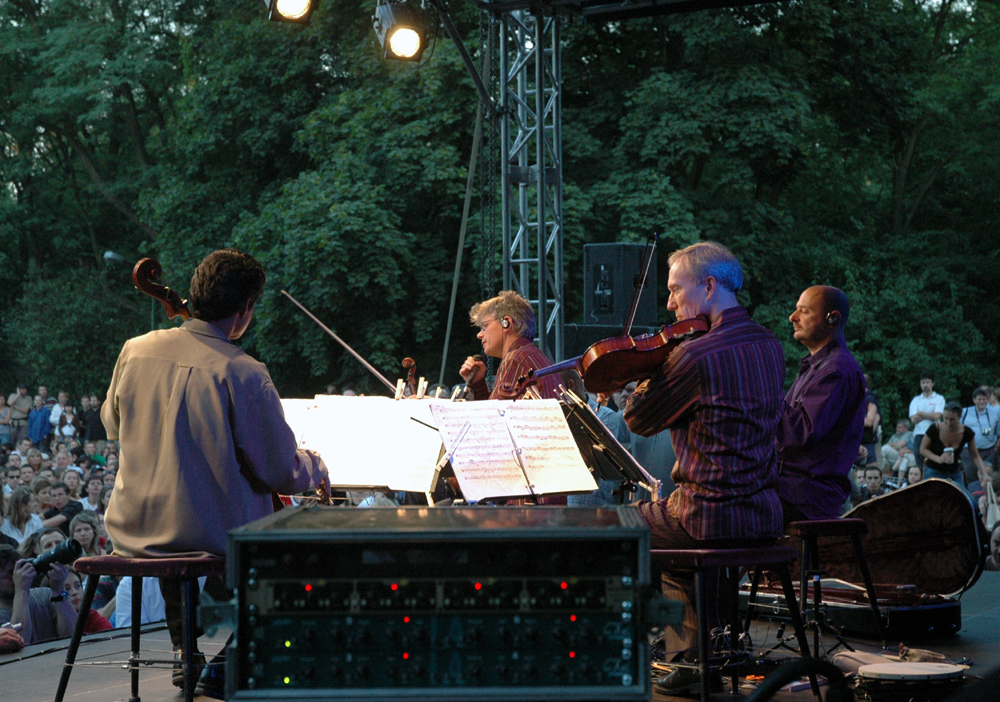
Le Kronos Quartet en 2006.

Clint Mansell, le compositeur des deux précédents films d'Aronofsky, Pi et Requiem for a Dream, reprend son rôle de compositeur pour The Fountain. Le Kronos Quartet, qui a également participé à la bande originale de Requiem for a Dream, et le groupe post-rock écossais Mogwai contribuent aussi à la bande originale du film. Darren Aronofsky espère alors que David Bowie, dont la chanson Space Oddity a eu une grande influence sur la partie futuriste du film, pourrait enregistrer une chanson pour le film tandis qu'il travaille brièvement avec Clint Mansell pendant la production. Son espoir est de retravailler et faire chanter par Bowie des parties de la bande originale, toutefois cela ne se réalise pas. Mansell cherche alors des sonorités qui pourraient lier ensemble les trois périodes du film. Son souhait est de créer une sensation organique et il pense à ajouter des éléments orchestraux et électroniques. La musique est réalisée dans le même temps que la production du film, et non pendant la post-production. Mansell crée une ambiance qui fleurit tandis que le film progresse.
L'écriture de la musique de The Fountain s'étale sur cinq à six ans. Initialement, le compositeur souhaite utiliser uniquement des percussions quand le film est encore censé avoir une échelle épique. Mansell, manquant de formation pour la musique classique, collabore avec un assistant pour la création de la musique. Ils reconstruisent ensemble les morceaux initiaux et les rejouent de sorte que les mélodies puissent suivre harmonieusement la progression du film. Le titre Together We Will Live Forever est un morceau électronique créé par Mansell pour accompagner les scènes où le héros se remémore son passé. Le chanteur Antony Hegarty (Antony and the Johnsons) est appelé pour créer un morceau vocal à partir de Together We Will Live Forever pour la musique de fin, mais le réalisateur décide qu'un morceau chanté ne serait pas approprié pour la fin du film. Le titre est à la place rejoué avec le pianiste Randy Kerber.
Nonesuch Records, la maison de distribution du Kronos Quartet, sort la collaboration musicale entre Clint Mansell, le Kronos Quartet et Mogwai sous le titre The Fountain: Music from the Motion Picture le 21 novembre 2006 aux États-Unis.
Clint Mansell est nommé en 2006 au Golden Globe de la meilleure musique de film pour The Fountain mais perd au profit d'Alexandre Desplat pour Le Voile des illusions (The Painted Veil). Mansell est aussi nommé la même année au BFCA Critic's Choice Award for Best Composer, mais perd également face à Philip Glass pour The Illusionist. Enfin, Mansell gagne, toujours en 2006, la récompense du Chicago Film Critics Association pour la meilleure bande originale.

## Accueil
Le film a été un échec commercial, rapportant seulement 15 978 422 $ au box-office mondial (dont 10 144 010 $ aux États-Unis). Il a réalisé 201 740 entrées en France, 9 284 au Québec, 8 162 en Belgique et 4 624 en Suisse.
Il a obtenu des critiques mitigées, recueillant 51 % de critiques positives, avec une note moyenne de 5,9/10 et sur la base de 189 critiques collectées, sur le site internet Rotten Tomatoes. Il obtient un score de 51/100, sur la base de 36 critiques, sur Metacritic. En 2008, le magazine Empire l'a classé à la 484e place dans sa liste des 500 meilleurs films de tous les temps.
En France, la presse a elle aussi été totalement divisée sur ce film, qui obtient une note moyenne de 2,6/5 sur la revue de presse d'AlloCiné, la plupart des critiques l'ayant ou adoré, ou détesté.
Parmi les critiques positives, Thierry Chèze, de Studio Magazine, évoque « une histoire hors du commun mêlant intimement la mort et l'amour » et pense que le film « méritera au fil des années d'être analysé, commenté, exploré » ; Mathieu Carratier, de Première estime que le grand public sera rebuté par le ton ambitieux et non conventionnel du film et sera ainsi privé « d'une des œuvres les plus fascinantes à avoir foulé les salles depuis très longtemps » ; Yann Lebecque, de L'Écran fantastique évoque un « voyage initiatique aussi émouvant qu'époustouflant » qui « nous emporte dans un maelström d'images et d'émotions » ; David Doukhan, de Mad Movies parle d'une « œuvre à fleur de peau transpirant la sincérité, et soutenue par la superbe musique de Mansell et Mogwai » ; Éric Coubart, de Brazil d'« un beau voyage original et métaphysique sous une réalisation sophistiquée » ; pour Olivier Bonnard, du Nouvel Observateur, le film est « un poème épique et intimiste, métaphysique et bouleversant » ; et Stéphanie Belpêche, du Le Journal du dimanche trouve que « Hugh Jackman n'a jamais été aussi convaincant ».
Du côté des critiques négatives, Thomas Sotinel, du Monde, pense que le film est amusant involontairement ; pour Vincent Ostria, des Inrockuptibles, « Aronofsky tombe dans le kitsch psychédélique » ; Gilles Renault, de Libération, évoque un film « indubitablement emphatique et fumeux » ; Marie Sauvion, du Parisien, trouve que le film est prétentieux et ridicule ; pour Yann Tobin, de Positif les effets spéciaux servent de « cache-misère » ; Stéphane Delorme, des Cahiers du cinéma, s'inquiète de « l'absence totale d'humour » d'Aronofsky ; et Alain Spira, de Paris Match, évoque un « film illuminé se perd dans les volutes fumeuses d'un scénario alambiqué et prétentieux ».

## Distinctions
Sauf mention contraire, cette liste provient d'informations de l'Internet Movie Database.

### Récompenses
- Festival international du film des Hamptons 2006 : Feature Film Prize in Science and Technology
- CFCA Awards 2006 : Meilleure musique
- World Soundtrack Awards 2007 : Meilleure musique de film, Prix du public pour Clint Mansell
- OFCS Awards 2007 : Meilleure musique
- Directors Guild of Canada Awards 2007 : Meilleur montage sonore

### Nominations
- Mostra de Venise 2006 : En compétition pour le Lion d'or
- Satellite Awards 2006 : Meilleure photographie, Meilleurs effets spéciaux
- CFCA Awards 2006 : Meilleure photographie
- Golden Globe de la meilleure musique de film 2007
- Saturn Awards 2007 : Meilleur film de science-fiction, Meilleur acteur (Hugh Jackman), Meilleurs effets spéciaux
- Costume Designers Guild Awards 2007 : Meilleurs costumes pour un film fantastique
- Visual Effects Society Awards 2007 : Meilleurs effets spéciaux dans un film
- Critics Choice Awards 2007 : Meilleur compositeur (Clint Mansell)
- OFCS Awards 2007 : Meilleure photographie, Meilleur montage

## Roman graphique
The Fountain aurait pu ne pas voir le jour : à la suite de ses deux grands succès Pi et Requiem for a Dream, Darren Aronofsky avait prévu de tourner ce film avec Cate Blanchett et Brad Pitt courant 2002. Ce dernier a cependant quitté le tournage pour rejoindre celui de Troie, obligeant le réalisateur à renoncer à son film. Celui-ci, désireux de transmettre néanmoins son histoire au public, se tourna vers l'illustrateur et dessinateur Kent Williams, lui confiant son scénario et le chargeant d'en faire un roman graphique. 

Parallèlement, reprenant son projet à zéro et envisageant un budget inférieur à ce qui était prévu au départ, Darren Aronofsky réussit à convaincre Hugh Jackman de reprendre le rôle laissé vacant par le départ de Brad Pitt et à sortir son film fin 2006. Cependant, séduit par le travail effectué par Kent Williams, il a souhaité laisser le roman graphique sortir en librairie pour toucher un autre public et donner un autre regard sur une histoire qui lui tenait énormément à cœur, comme il l'explique dans la postface de celui-ci. Une version traduite en français est parue au printemps 2006 chez Emmanuel Proust éditions. 

Certaines scènes du film reprennent directement des dessins de Kent Williams notamment lorsqu'on voit le personnage et l'arbre de vie évoluer dans une bulle à travers l'espace.